# Dior Men
Dior Men (dt.: „Dior Männer“) heißt seit dem Jahr 2018 der Geschäftsbereich für hochpreisige Herrenmode und -Accessoires des französischen Luxusgüterherstellers Christian Dior S.A.
Von 2000 bis 2018 trug die Sparte den Namen Dior Homme [djɔːʁ ɔm]  (dt.: „Dior Mann“). Ab ihrer Etablierung im Jahr 1970 war sie als Christian Dior Monsieur bekannt.
Unter dem Namen Dior werden über ein internationales Netzwerk von Dior-Boutiquen und den gehobenen Fachhandel im oberen Preissegment Bekleidung, Schuhe, Accessoires, Lederwaren, Brillen und Düfte sowie Kosmetik für Herren angeboten. Chef-Designer der Dior-Herrensparte war von 2000 bis 2007 der Franzose Hedi Slimane; seine Nachfolger in dieser Funktion waren bislang der Belgier Kris Van Assche (2007–2018) und der Brite Kim Jones (seit 2018). Letzterer benannte den Herrenmodebereich 2018 von Dior Homme in Dior Men um. Dior Men gehört ebenso wie die Damenmode des Hauses Dior zur Modesparte, Christian Dior Couture S.A., des Unternehmens und wird seit 1998 von dem französischen Manager Sidney Toledano geleitet. Die Prêt-à-porter-Kollektionen von Dior Men werden zweimal jährlich bei den internationalen Herren-Modewochen in Paris präsentiert.

## Markengeschichte

### Christian Dior Monsieur
Seit 1970 hatte es von Dior klassische Herrenmode gegeben, allerdings als Lizenzgeschäft unter dem Namen Christian Dior Monsieur. Mit der Ernennung von  Hedi Slimane zum Chefdesigner der Herrenkollektion durch Dior-Chef Bernard Arnault wurden im Jahr 2000 für die folgende Saison der Name und das Image der Modelinie geändert.

### Hedi Slimane
Für Slimane und die neue Herrenkollektion wurden unter seiner Regie eigene Atelierräume, die es zuvor für die Dior-Männermode nicht gegeben hatte, in der Dior-Zentrale auf der Avenue Montaigne in Paris eingerichtet. Die erste Kollektion wurde für die Saison Herbst/Winter 2001–02 Anfang 2001 in Paris präsentiert.
Im Gegensatz zur etwas biederen Christian Dior Monsieur Konfektionslinie für den reiferen Herrn, die zuletzt von 1992 bis 2000 von Patrick Lavoix entworfen worden war, propagierte Slimane mit Dior Homme eine minimalistische Mode mit äußerst schmalen Silhouetten und modernen Schnitten, eine Konzentration auf die monochromen Farbtöne schwarz, grau und weiß sowie androgyne Looks für eine junge männliche Zielgruppe. Allerdings interessierten sich schnell auch weibliche Kundinnen für die schmal geschnittenen Dior Homme Modelle. Schmal geschnittene, schwarze Anzüge mit schmalen Revers zu zollstockförmigen Krawatten, enge Lederjacken und hautenge Röhrenjeans wurden unter Slimane zum Markenzeichen der Dior Homme Kollektionen, die hauptsächlich in Italien gefertigt wurden. Der Umfang der Herren-Kleidergrößen wurde bei Dior jenseits der Größe 48 nach unten erweitert.
Die Presse verkündete, Slimane habe den „Heroin-Chic einer Kate Moss, den Rock-Esprit eines Pete Doherty auf die Herrenmode übertragen“. Diese damals neue Interpretation von Herrenmode breitete sich infolge in der gesamten Welt der Herrenmode aus.  Der neue Markenauftritt wurde durch Werbekampagnen – zunächst fotografiert von Richard Avedon, im Anschluss von Slimane selbst – und nicht zuletzt ab 2001 durch die Einführung mehrerer Parfüms unter dem Namen Dior bzw. Dior Homme unterstützt. Die Kollektionen ließ Slimane auf den Laufstegen von sehr jungen und schlanken männlichen Amateur-Models bzw. durch „blasse Jungs im Stricherlook“ vorführen, die er zum Teil selbst oder durch Mitarbeiter auf der Straße, unter anderem in Berlin, rekrutiert hatte. Die Modenschauen fanden mitunter in wenig eleganten Industriehallen in Pariser Vororten zu live gespielter Musik statt. Als Folge stiegen die Absatzzahlen für die Herrenkonfektion von Dior.
Der Council of Fashion Designers of America ehrte Slimane 2002 mit dem Preis „Bester internationaler Modedesigner“ für seine Arbeit bei Dior Homme. Unter Slimane wurde eine stilisierte Biene (frz. 'abeille') als Logo für Dior Homme eingeführt, die sich bspw. als Stickerei auf ausgewählten Hemden, Polo-Shirts, Mützen oder Krawatten findet. Karl Lagerfeld äußerte selbst, dass der Grund für seine radikale Diät im Jahr 2001, bei der er innerhalb von 12 Monaten 42 Kilo abnahm, die schmalen Anzüge von Dior Homme gewesen seien, die er gerne tragen wollte.
Slimane, der zuvor ab 1996 bei Yves Saint Laurent gearbeitet hatte, konnte sich 2007 mit dem Haus Dior nicht auf eine Fortsetzung seines Vertrages, der die Schaffung einer Modemarke unter seinem eigenen Namen beinhaltet hätte, einigen und verließ das Unternehmen.

### Kris van Assche
Slimanes Nachfolger als Chef-Designer von Dior Homme wurde im gleichen Jahr sein belgischer Assistent Kris Van Assche, der seine erste Kollektion Mitte 2007 für die Saison Frühjahr/Sommer 2008 präsentierte. Van Assche hatte ab 1998 bereits als Assistent von Slimane bei Saint Laurent gearbeitet und folgte ihm im Jahr 2000 zu Dior. 2004 hatte er bei Dior gekündigt, um seine eigene, nach ihm benannte Modemarke aufzubauen, die bis 2015 existierte. Ab 2007 arbeitete er für beide Marken als Chefdesigner. Van Assche führte die Dior Homme Kollektion mit eigenen Akzenten weiter, wandte sich von allzu knabenhaften Modellen sowie Slimanes Anleihen aus der Punk-Szene weitestgehend ab und konzentrierte sich dabei auf oftmals schlicht-einfarbige Modelle, vorwiegend in grau, beige, blau, schwarz, weiß und braun, in schmalen Größen und modernen Schnitten. Insgesamt wurde die Dior Homme Mode unter Van Assche etwas kommerzieller und damit tragbarer. Als Reaktion auf die nach wie vor bestehende Nachfrage durch weibliche Kundinnen brachte Van Assche Anfang 2010 mit einer Denim-Kollektion speziell für Damen die  Dior Homme Petite Taille (dt.: „Kleine Größe“) Kollektion auf den Markt. 2015 bezog die Dior Homme Sparte neu gestaltete Büroräume und Ateliers auf fünf Etagen in der Pariser Rue Marignan neben einer Dior Homme Boutique an der Ecke zur Nobelmeile Avenue Montaigne.

### Kim Jones
Mitte März 2018 teilte der Dior-Mutterkonzern LVMH mit, dass Van Assche durch den ehemaligen Herrenmode-Designer bei Louis Vuitton, Kim Jones, ersetzt werde und eine andere Position im Konzern übernehme. Seit Jones die Regie der Dior-Herrenmodesparte übernahm ist diese unter dem Namen Dior Men bekannt.
Die Dior Men Kollektion wird über ausgewählte Dior-Boutiquen, die die Herrenkollektion führen, oder spezielle Dior Men Boutiquen sowie im gehobenen Fachhandel angeboten. Obwohl die Division für Männermode bei Dior offiziell Dior Men heißt, steht in den Etiketten der Herren-Bekleidung lediglich 'Dior'. Auf Accessoires, wie Brillen oder Schuhen, war in der Vergangenheit allerdings bisweilen der Dior Homme Schriftzug zu finden. Kim Jones nutzt unter anderem die sichtbaren Bezeichnungen Dior, Christian Dior oder CD sowie das Bienen-Logo auf den Artikeln seiner Herren-Kollektionen.

## Kosmetik und Parfüm
Der Kosmetik-Geschäftsbereich von Dior gehörte bis 2017 im Gegensatz zum Geschäftsbereich Mode nicht zur Christian Dior S.A., sondern zu LVMH. Die Parfüm-Lizenzen waren vom Haus Dior bereits 1968 an das Vorgängerunternehmen von LVMH verkauft wurden. LVMH gehört allerdings seit 1989 mehrheitlich dem Dior-Eigner Bernard Arnault, siehe Konzernstruktur des Unternehmens Christian Dior. Seit 2017 gehört das gesamte Unternehmen Dior zu LVMH.
Der erste Herrenduft aus dem Hause Christian Dior, Eau Sauvage (wörtlich: „Wildes Wasser“), wurde 1966 auf den Markt gebracht und ist ebenso wie die Klassiker Jules (1980), Fahrenheit (1988) und Dune pour Homme (1997) bis heute erhältlich. Diese Düfte wurden und werden alle unter dem Namen Christian Dior vertrieben. Unter der Mitwirkung von Hedi Slimane wurde 2001 der Duft Higher in einer schlicht-modernen Verpackung unter dem Namen Dior lanciert, der im Jahr darauf in der Variation Higher Black und 2003 als Higher Energy erschien. Unter dem Namen Dior Homme sind bislang die Herren-Parfüms Dior Homme (2005), Dior Homme Intense (2007), Dior Homme Cologne (2007), Dior Homme Sport (2008) und Dior Homme Eau for Men (2014), zum Teil mit Neuauflagen in späteren Jahren, erschienen. Gleichzeitig gab es ab Anfang der 2000er sukzessive Weiterentwicklungen bzw. Variationen der Klassiker Eau Sauvage ('Cologne', 'Parfum') und Fahrenheit ('Summer', '0 degré', '32', 'Absolute', 'Aqua', 'Cologne', 'Parfum'). 2015 brachte Dior den Herrenduft Sauvage auf den Markt, für den Johnny Depp als Markenbotschafter engagiert wurde. Andere Werbegesichter, für die Dior Homme Parfümserie, waren Jamie Dornan, Jude Law und Robert Pattinson. Ab 2004 legte Dior zudem Sonder-Duftserien für die eigenen Boutiquen auf, wie etwa hochpreisige Parfüms in größeren Flaschen, genannt La Collection Privèe Christian Dior, zu denen neben zahlreichen Damenparfüms auch einige Herrendüfte (Bois d'Argent, Ambre Nuit, Vétiver, Cologne Royal etc.) und viele Unisex-Parfums sowie Seifen, Cremes und Kerzen gehören. Die 2014 auf den Markt gebrachte Reihe Les Elexirs Précieux umfasste vier hochpreisige Unisex-Parfüms ('Rose', 'Ambre', 'Oud', 'Musc'), die seit 2019 nicht mehr vertrieben werden.
Seit 2007 existiert unter dem Namen Dior Homme Dermo System in Zusammenarbeit mit der Clinical Unit for Research Trials in Skin (CURTIS) des Massachusetts General Hospital der Harvard University zudem eine hochpreisige Hautpflegeserie, für die Hedi Slimane die Verpackungen entwarf.

## Mode-Kollektionen
Hedi Slimane gab seinen Dior Homme Kollektionen Namen; die erste im Jahr 2001 nannte er Solitaire. Diese Tradition wurde bis in die frühen 2010er Jahre, unter Kris Van Assche, fortgeführt. Slimane, der sich für Punk und Rockmusik bzw. Indie-Rock interessiert, inszenierte für die Dior Homme Modenschauen mitunter rockkonzert-ähnliche Happenings, bei denen die Hintergrundmusik eine wesentliche Rolle spielte, welche wiederum zum Teil live am Veranstaltungsort durch Bands oder DJs mitunter exklusiv für Dior kreiert wurde.
| Saison               | Name der Kollektion                                                                        | Musik für die Laufsteg-Modenschau                                                   |
| -------------------- | ------------------------------------------------------------------------------------------ | ----------------------------------------------------------------------------------- |
| Herbst/Winter 2001   | „Solitaire“                                                                                | Benjamin Diamond (French House Musiker)                                             |
| Frühjahr/Sommer 2002 | „Boys Don't Cry“/„RED“                                                                     | Nicholas                                                                            |
| Herbst/Winter 2002   | „Reflexion“                                                                                | Readymade FC (französisches Electroprojekt)                                         |
| Frühjahr/Sommer 2003 | „Follow Me“                                                                                | Readymade FC                                                                        |
| Herbst/Winter 2003   | „Luster“                                                                                   | Bosco (Musiktitel: Change Yourself)                                                 |
| Frühjahr/Sommer 2004 | „Strip“                                                                                    | DSL                                                                                 |
| Herbst/Winter 2004   | „Victim of the Crime“                                                                      | Phoenix (Musiktitel: Dior Theme)                                                    |
| Frühjahr/Sommer 2005 | (ohne Titel)                                                                               | Beck (Musiktitel: Dior Theme)                                                       |
| Herbst/Winter 2005   | „In The Morning“                                                                           | Razorlight                                                                          |
| Frühjahr/Sommer 2006 | „The World Was A Mess, But His Hair Was Perfect“                                           | The Rakes                                                                           |
| Herbst/Winter 2006   | „These Grey Days“                                                                          | Eight Legs                                                                          |
| Frühjahr/Sommer 2007 | „We Look Good Together“                                                                    | Littl'ans (britische Alternative-Rock-Band)                                         |
| Herbst/Winter 2007   | „Navigate“                                                                                 | These New Puritans                                                                  |
| Frühjahr/Sommer 2008 | (Übergang von Slimane zu Van Assche, keine Modenschau, lediglich Präsentation der Modelle) | keine Musik                                                                         |
| Herbst/Winter 2008   | „Lumiere Du Nord“ (erste Modenschau unter der Regie von Van Assche)                        | Wim Mertens (Musiktitel: Wound to Wound)                                            |
| Frühjahr/Sommer 2009 | „Planisphere“                                                                              | Justice (französische Band, Musiktitel: Planisphere)                                |
| Herbst/Winter 2009   | „Angles“                                                                                   | Malcolm McLaren (Musiktitel: Deep In Vogue)                                         |
| Frühjahr/Sommer 2010 | „Cold Love“                                                                                | Ghinzu (Musiktitel: Cold Love)                                                      |
| Herbst/Winter 2010   | „Temple Of Love“                                                                           | The Sisters of Mercy feat Ofra Haza (Musiktitel: Temple of Love 1992)               |
| Frühjahr/Sommer 2011 | „Lessness“                                                                                 | Shigeru Umebayashi, Peer Raben (Musiktitel: Hauptthema von 2046, Dark Chariot)      |
| Herbst/Winter 2011   | „Temple Of Love“                                                                           | Grauzone (Musiktitel: Eisbär)                                                       |
| Frühjahr/Sommer 2012 | „Less and More“                                                                            | Gater (Musiktitel: Taboo - Requiem for a Dream Remix)                               |
| Herbst/Winter 2012   | „A Soldier on My Own“                                                                      | Woodkid (Musiktitel: Iron)                                                          |
| Frühjahr/Sommer 2013 | „Light“                                                                                    | Koudlam (französischer Symphonie-Komponist, Musiktitel: Love Song)                  |
| Herbst/Winter 2013   |                                                                                            | Anne Clark (Musiktitel: Our Darkness)                                               |
| Frühjahr/Sommer 2014 |                                                                                            | Pet Shop Boys (Musiktitel: Paninaro, Domino Dancing)                                |
| Herbst/Winter 2014   |                                                                                            | Planningtorock (Musiktitel: Human Drama (Paula Temple 'Gender's Just A Lie' Remix)) |
| Frühjahr/Sommer 2015 |                                                                                            | Son of Sam (Musiktitel: Nature Makes A Mistake (1984))                              |
| Herbst/Winter 2015   |                                                                                            | Koudlam (Musiktitel: The Landsc Apes)                                               |
| Frühjahr/Sommer 2016 |                                                                                            | She Past Away (Musiktitel: Kasvetli Kutlama)                                        |
| Herbst/Winter 2016   | „The art of falling apart“                                                                 | Nitzer Ebb (Musiktitel: I'm here)                                                   |
| Frühjahr/Sommer 2017 | „Fun Fair“                                                                                 | Frédéric Sanchez (Electro-Mix)                                                      |
| Herbst/Winter 2017   | „Hardior“                                                                                  |                                                                                     |
| Frühjahr/Sommer 2018 | „Late night summer“                                                                        | Radiohead, R.E.M., Depeche Mode                                                     |